# Прийменко Артем Віталійович
Прийменко Артем Віталійович (31 травня 2006 , Суми  — 8 березня 2022 , Суми ) — український самбіст, неодноразовий переможець чемпіонатів України з боротьби самбо, чемпіон Відкритого всеукраїнського турніру «lll Дитячий фестиваль самбо». 

## Життєпис
Народився 31 травня 2006 року в м. Сумах.
Був дуже перспективним спортсменом, який незадовго до війни виграв чемпіонат України, потрапив до складу Національної збірної команди України і мав брати участь у чемпіонаті Європи серед юнаків та чемпіонаті світу серед кадетів.
Загинув 8 березня 2022 року разом із усією своєю сім'єю під час російського вторгнення в Україну.

## Вшанування пам'яті
Пам'ять Артема Прийменка була вшанована у виставці-фотопроєкті "Янголи спорту", яка відкрилася 14 жовтня 2022 року в київському арт-центрі Павла Гудімова "Я Галерея" та була присвячена українським спортсменам та тренерам, які загинули від рук російських окупантів. 

## Дивіться також
- Список українських спортсменів, тренерів і функціонерів, що загинули під час Революції гідності чи внаслідок російської агресії в Україні